# Tuum
Tuum (estn. ‚Kern‘) ist ein estnischer Buchverlag mit Sitz in Tallinn.

## Gründung
Der Verlag wurde vier Monate nach der Einführung der Estnischen Krone im Oktober 1992 von einer kleinen Gruppe estnischer Schriftsteller, Übersetzer und Künstler als GmbH (estn. osaühing) gegründet. Damit war er eine der ersten Neugründungen nach der Wiederherstellung der estnischen Unabhängigkeit 1991.
Zum Vorstand gehören unter anderem die Literaturwissenschaftlerin Piret Viires und die Übersetzerin Anu Saluäär. Heutiger Geschäftsführer ist der estnisch-russische Schriftsteller Igor Kotjuh.

## Publikationstätigkeit
Das erste Buch des neuen Verlags erschien 1993 und wurde mithilfe einer modernen Werbekampagne schnell auf dem (inter)nationalen Markt verbreitet: Der Roman Piiririik von Tõnu Õnnepalu, der 1997 in deutscher Übersetzung herauskam. Der bekannte Dichter hatte sich für sein Prosadebüt das Pseudonym Emil Tode zugelegt, das nicht zuletzt auch die Verbreitung im Ausland erleichtern sollte. Mittlerweile ist der Roman, der auch in Estland längst ein Klassiker der modernen Literatur geworden ist und bisweilen als „erster Estland-Roman nach der Perestroika“-bezeichnet worden ist, in 20 Sprachen übersetzt.
Von Beginn an setzte der Verlag auf Qualität statt Quantität, wodurch der Umsatz oder die Anzahl der Titel nicht sehr hoch ist. Mit diesem Programm gelang es dem Verlag innerhalb weniger Jahre auf dem literarischen Feld die Reputation eines Verlags für hohe Literatur zu erobern.
Weitere bekannte Autoren, die ihre Bücher bei Tuum verlegen, sind unter anderem Maimu Berg, Andrei Ivanov, Jan Kaus, Viivi Luik, Jürgen Rooste, Mari Saat, Urmas Vadi und Elo Viiding.